# الساجور (وادي)
وادي الساجور هو مجرى مائي صغير ينبع من جبال نابلس ويعتبر أحد روافد نهر الأردن.

## منبعه
تنبع مياه الوادي من منطقتين منفصلتين شمال شرق مدينة نابلس، الأولى من عين الفارعة والثانية من ينابيع الباذان وتسير المياه في خطين متوازيين يقتربان من بعضهما تدريجياً إلى أن يلتقيا في منطقة جسر الملاقي ويتوحد المساران في الوادي الذي يتجه شرقاً مروراً بقرى النصارية والعقربانية وبيت حسن وعين شبلي ثم يواصل السير باتجاه عمق الاغوار قبل أن يصب في نهر الأردن قرب جسر دامية.

## أهميته
يعد وادي الساجور مصدر الري الرئيس لآلاف الدونمات المزروعة باشجار الحمضيات والخضروات. إضافة لكونه مصدر الشرب لآلاف رؤوس الأغنام والأبقار في هذه المنطقة الهامة التي تعتبر سلة الغذاء الرئيسية لسكان شمال الضفة الغربية.
إضافة إلى انخفاض منسوبه بفعل الجفاف وضخ المياه عند منابعه، تعرض وادي الساجور في السنوات العشر الأخيرة لتلوث خطير بفعل المياه العادمة التي تنساب من مدينة نابلس عبر وادي الساجور السحيق.